# Beady Eye
Beady Eye var et britisk rockband dannet i 2010 af fire tidligere medlemmer fra det hedengangne Oasis: Liam Gallagher, Gem Archer, Andy Bell samt Chris Sharrock.
Gruppens line-up var identisk med besætningen fra slutningen af Oasis-tiden, dog med undtagelse af komponist og tekstforfatter Noel Gallagher, hvis afsked resulterede i opløsningen af Oasis. Andy Bell, der spillede bas i Oasis, skiftede til både at spille guitar og bas i Beady Eye. Hvor Oasis' sange primært blev skrevet af Noel Gallagher, var Beady Eye et mere demokratisk band, der delte sangskrivning og komposition ud blandt medlemmerne. Beady Eye debuterede med albummet Different Gear, Still Speeding i 2011. I 2013 udkom efterfølgeren BE, der var produceret af Dave Sitek, som tidligere har arbejdet med Yeah Yeah Yeahs og TV On The Radio. Beady Eye fik positive anmeldelser og pæne salgstal, men i 2014 blev gruppen opløst. Liam Gallagher påbegyndte en solokarriere, og Chris Sharrock og Gem Archer blev medlemmer af Noel Gallaghers soloprojekt, Noel Gallagher's High Flying Birds. Andy Bell gendannede sit gamle band Ride.

## Bandmedlemmer
- Liam Gallagher – sang
- Gem Archer – guitar
- Andy Bell – guitar
- Chris Sharrock – trommer

Turné-medlemmer
- Jay Darlington – keyboards
- Jeff Wootton – bas

## Diskografi
- Different Gear, Still Speeding (2011)
- BE (2013)